# Mintera reticulata
Mintera reticulata är en svampart som först beskrevs av Karl Starbäck, och fick sitt nu gällande namn av Inácio & P.F. Cannon 2003. Mintera reticulata ingår i släktet Mintera och familjen Parmulariaceae.   Inga underarter finns listade i Catalogue of Life.